# Copa del Rey de tenis
La Copa del Rey de Tenis es un torneo anual celebrado en Huelva. Es el torneo de tenis más antiguo que se disputa en España. Su primera edición fue en 1912, y debe su designación a una concesión del Rey Alfonso XIII. Está organizado por el Real Club Recreativo de Tenis de Huelva 1889 (Decano del Tenis Español), y en la peana del legendario trofeo de plata se han inscrito como ganadores la mayoría de los tenistas españoles más importantes de la historia, como Rafael Nadal, Sergi Bruguera, Àlex Corretja, David Ferrer, Emilio Sánchez Vicario, Albert Costa, Tommy Robredo, Alejandro Davidovich, Nicolás Almagro o  Carlos Moyá. En el pasado más reciente, jugadores como Carlos Alcaraz (2022) o Dominic Thiem (2023) han competido en el campeonato onubense, el cual ha contado siempre con proyección internacional recibiendo a tenistas como Andrés Gómez, Fabio Fognini, Tim Henman, Andréi Rubliov, Borna Ćorić, Daniil Medvédev o Guillermo Coria.
Desde sus inicios solamente ha dejado de disputarse en catorce ocasiones: durante el periodo de la Guerra Civil entre 1936 y 1940, y aisladamente en 1915, 1922, 1927, 1932, 1933, 1959, 1965, 1978 y 1984.

## Cuadro de campeones masculinos
- Entre paréntesis, a partir de 1973 se indica el puesto en la clasificación de la ATP (ranking mundial) que ocupaba cada jugador al finalizar el año.

### Anteriores ediciones
| Edición | Año  | Campeón                                   |
| I       | 1912 | R.E. Harman                               |
| II      | 1913 | Guy Meyler                                |
| III     | 1914 | R.D. Slow                                 |
| IV      | 1916 | R.D. Slow                                 |
| V       | 1917 | F.K. Peach                                |
| VI      | 1918 | Emilio Cano                               |
| VII     | 1919 | Francisco Duclos                          |
| VIII    | 1920 | F.K. Peach                                |
| IX      | 1921 | F.K. Peach                                |
| X       | 1923 | Manuel Pérez, Conde de Gomar              |
| XI      | 1924 | Eduardo Flaquer                           |
| XII     | 1925 | Montaguer Brown                           |
| XIII    | 1926 | Ernerst F.C. Witty                        |
| XIV     | 1928 | Ernerst F.C. Witty                        |
| XV      | 1929 | S.J. Canilla                              |
| XVI     | 1930 | Ernerst F.C. Witty                        |
| XVII    | 1931 | W.H. Orton                                |
| XVIII   | 1934 | J.M. Pichardo                             |
| XIX     | 1935 | J.M. Pichardo                             |
| XX      | 1941 | J. de Sarriá                              |
| XXI     | 1942 | J. de Herrero                             |
| XXII    | 1943 | E. Espinosa de los Monteros               |
| XXIII   | 1944 | E. Espinosa de los Monteros               |
| XXIV    | 1945 | E. Espinosa de los Monteros               |
| XXV     | 1946 | L. Benítez de Lugo, Marqués de la Florida |
| XXVI    | 1947 | L. Benítez de Lugo, Marqués de la Florida |
| XXVII   | 1948 | José Luis Isern                           |
| XXVIII  | 1949 | E. Espinosa de los Monteros               |
| XXIX    | 1950 | José Luis Isern                           |
| XXX     | 1951 | Emilio Martínez                           |
| XXXI    | 1952 | Emilio Martínez                           |
| XXXII   | 1953 | Manuel Sánchez                            |
| XXXIII  | 1954 | Manuel Sánchez                            |
| XXXIV   | 1955 | Antonio Gutiérrez                         |
| XXXV    | 1956 | Manuel Sánchez                            |
| XXXVI   | 1957 | J. Álvarez Escamilla                      |
| XXXVII  | 1958 | Antonio Martínez                          |
| XXXVIII | 1960 | Antonio Martínez                          |
| XXXIX   | 1961 | Luis Barril                               |
| XL      | 1962 | José Ferrer                               |
| XLI     | 1963 | José Ferrer                               |
| XLII    | 1964 | Miguel Martínez                           |
| XLIII   | 1966 | Juan Manuel Couder                        |
| XLIV    | 1967 | Juan Manuel Couder                        |
| XLV     | 1968 | Juan Manuel Couder                        |
| XLVI    | 1969 | F. Gorostiaga                             |
| XLVII   | 1970 | Alberto Rivas                             |
| XLVIII  | 1971 | Manuel Sánchez                            |
| XLIX    | 1972 | Steven Turner                             |
| L       | 1973 | Mike Estep (75)                           |
| LI      | 1974 | M. Mastell (-)                            |
| LII     | 1975 | Ignacio Muntañola (148)                   |
| LIII    | 1976 | Juan Valdés (-)                           |
| LIV     | 1977 | Juan Torralbo (269)                       |
| LV      | 1979 | Ernesto Vázquez (-)                       |
| LVI     | 1980 | Ignacio Muntañola (480)                   |
| LVII    | 1981 | Sergio Casal (-)                          |
| LVIII   | 1982 | R. Ventell (-)                            |
| LIX     | 1983 | José Moreno (-)                           |

### Época: exhibición ATP
| Edición  | Año  | Campeón                     | Subcampeón                   |
| LX       | 1985 | Emilio Sánchez Vicario (64) | Eduardo Osta (371)           |
| LXI      | 1986 | Eduardo Osta (299)          | Francisco Clavet (870)       |
| LXII     | 1987 | Emilio Sánchez Vicario (17) | Javier Sánchez Vicario (110) |
| LXIII    | 1988 | Emilio Sánchez Vicario (17) | Javier Sánchez Vicario (55)  |
| LXIV     | 1989 | Emilio Sánchez Vicario (19) | Javier Sánchez Vicario (51)  |
| LXV      | 1990 | Emilio Sánchez Vicario (8)  | Javier Sánchez Vicario (-)   |
| LXVI     | 1991 | Emilio Sánchez Vicario (14) | Andrés Gómez (70)            |
| LXVII    | 1992 | Carlos Costa (14)           | Emilio Sánchez Vicario (21)  |
| LXVIII   | 1993 | Carlos Costa (26)           | Jordi Arrese (61)            |
| LXIX     | 1994 | Alberto Berasategui (8)     | Carlos Costa (27)            |
| LXX      | 1995 | Sergi Bruguera (13)         | Carlos Moyá (61)             |
| LXXI     | 1996 | Carlos Moyá (28)            | Sergi Bruguera(82)           |
| LXXII    | 1997 | Carlos Moyá (7)             | Salvador Navarro (214)       |
| LXXIII   | 1998 | Carlos Moyá (5)             | Sergi Bruguera(132)          |
| LXXIV    | 1999 | Albert Costa (18)           | Carlos Moyá (23)             |
| LXXV     | 2000 | Carlos Moyá (41)            | Felix Mantilla (99)          |
| LXXVI    | 2001 | Albert Costa (40)           | Albert Portas (20)           |
| LXXVII   | 2002 | Àlex Corretja (19)          | Albert Costa (9)             |
| LXXVIII  | 2003 | Tommy Robredo (21)          | David Ferrer (71)            |
| LXXIX    | 2004 | Agustín Calleri (58)        | Tommy Robredo (13)           |
| LXXX     | 2005 | Rafael Nadal (2)            | Carlos Moyá (31)             |
| LXXXI    | 2006 | Guillermo Coria (116)       | David Ferrer (14)            |
| LXXXII   | 2007 | Nicolás Almagro (28)        | David Ferrer (5)             |
| LXXXIII  | 2008 | David Ferrer (12)           | Carlos Moyá (42)             |
| LXXXIV   | 2009 | David Ferrer (17)           | Nicolás Almagro (16)         |
| LXXXV    | 2010 | Nicolás Almagro (15)        | Tommy Robredo (51)           |
| LXXXVI   | 2011 | Nicolás Almagro (10)        | David Ferrer (5)             |
| LXXXVII  | 2012 | Albert Montañés (96)        | Albert Ramos (50)            |
| LXXXVIII | 2013 | Pablo Andújar (48)          | Pere Riba (126)              |
| LXXXIX   | 2014 | Tommy Robredo (17)          | Feliciano López (14)         |
| XC       | 2015 | Guillermo García López (27) | Albert Montañés (115)        |

### Época oficial: Torneo ITF
| Edición | Año  | Campeón                       | Subampeón                    |
| XCI     | 2016 | João Domingues (342)          | Mario Vilella (401)          |
| XCII    | 2017 | Attila Balázs (200)           | Ricardo Ojeda (198)          |
| XCIII   | 2018 | Sergio Gutiérrez Ferrol (258) | Pedro Martínez Portero (250) |
| XCIV    | 2019 | Pedro Sakamoto (308)          | Bastián Malla (524)          |

### Época: exhibición ATP
| Edición | Año  | Campeón                          | Subampeón                        |
| XCV     | 2020 | Roberto Bautista (12)            | Álex de Miñaur (26)              |
| XCVI    | 2021 | Alejandro Davidovich Fokina (32) | Feliciano López (90)             |
| XCVII   | 2022 | Alejandro Davidovich Fokina (37) | Carlos Alcaraz (7)               |
| XCVIII  | 2023 | Andrey Rublev (5)                | Borna Ćorić (37)                 |
| XCIX    | 2024 | Daniel Mérida                    | Fabio Fognini                    |
| C       | 2025 | Daniil Medvédev (9)              | Alejandro Davidovich Fokina (26) |

## Cuadro de campeonas femeninas
En el año 2023 se recuperó el torneo en categoría femenina, cuyo origen está también a principios del s.XX, cambiando de denominación, conservándose actualmente el trofeo de plata Minas de Riotinto (1960). 
| Edición | Año  | Campeón             | Subampeón            |
| XCVIII  | 2023 | Rebeka Masarova     | Jil Teichmann        |
| XCIX    | 2024 | Magda Linette       | Elina Avanesyan (62) |
| C       | 2025 | Jéssica Bouzas (52) | Paula Badosa (9)     |